# پائولو انریکه
پائولو انریکه (پرتغالی: Paulo Henrique؛ زادهٔ ۵ ژانویهٔ ۱۹۴۳) بازیکن سابق و مربی فوتبال اهل برزیل است.
از باشگاه‌هایی که در آن بازی کرده‌است می‌توان به باشگاه فوتبال بوتافوگو، باشگاه فوتبال فلامینگو، و باشگاه فوتبال آوای اشاره کرد.
وی همچنین در تیم ملی فوتبال برزیل بازی کرده‌است.